# Sergio Tisselli
Sergio Tisselli (Bologna, 24 gennaio 1957 – Monzuno, 14 aprile 2020) è stato un fumettista e illustratore italiano.

## Biografia
Sergio Tisselli è stato un fumettista e illustratore italiano, noto per il suo stile pittorico, molto dettagliato e con un uso sapiente del colore, la sua opera è dedicata principalmente al fumetto storico. Il suo primo lavoro, intitolato La costellazione del cane, trattava della tragica epidemia di peste che colpì Bologna nel '600 tema della sua tesi di laurea in storia moderna. Questo lavoro rimase inedito per molto tempo prima di essere pubblicato nel 2010.
Uno degli eventi chiave della sua carriera fu l'incontro con il maestro Magnus (Roberto Raviola). Magnus, riconoscendone il talento, gli affidò la realizzazione de Le avventure di Giuseppe Pignata, un'opera di ambientazione storica che Tisselli illustrò sotto la supervisione diretta del maestro. La storia tratta delle avventure di Giuseppe Pignata che nel 1688 evade dalla prigionia al Sant'Ufficio, nel quale era stato costretto da una ingiusta condanna di eresia.
Oltre a Magnus per Le avventure di Giuseppe Pignata, Tisselli collaborò con importanti autori del fumetto italiano, tra cui Claudio Nizzi con cui realizzò Il cacciatore di orchi. Lavorò anche per Tex della Bonelli realizzando Color Tex 8 (episodio Sfida alla vecchia missione) e illustrò numerose storie brevi e volumi storici.

## Opere principali
- La costellazione del cane: testi e disegni di Sergio Tisselli.
- Le avventure di Giuseppe Pignata: testi di Magnus (Roberto Raviola), disegni di Sergio Tisselli.
- Il cacciatore di orchi: testi di Claudio Nizzi, disegni di Sergio Tisselli.
- La locanda dei misteri: testi di Maurizio Ascari, disegni di Sergio Tisselli.
- La storia della Bellosta che ballò col diavolo: testi di Adriano Simoncini, disegni di Sergio Tisselli.
- Kim: adattamento del romanzo di Rudyard Kipling, testi di Valerio Rontini, disegni di Sergio Tisselli.
- Occhi di lupo: testi di Giovanni Brizzi, disegni di Sergio Tisselli.
- Foreste di morte: testi di Giovanni Brizzi e Giovanni Marchi, disegni di Sergio Tisselli.
- Marchiato dal diavolo: testi di François Corteggiani, disegni di Sergio Tisselli.
- Tex: ha illustrato l'episodio Sfida alla vecchia missione su testi di Pasquale Ruju.
- Il Satanone Bolognone e L'iperbolica Pomata: testi di Marco Caroli, disegni di Sergio Tisselli.
- Quarzo tesoro nascosto: testi di Giovanni Degli Esposti, disegni di Sergio Tisselli.
- La locanda dei misteri: testi di Maurizio Ascari, disegni di Sergio Tisselli.
- La storia della Bellosta che ballò col diavolo: testi di Adriano Simoncini, disegni di Sergio Tisselli.
- I tarocchi dei vichinghi e I tarocchi dei pellerossa: illustrazioni di Sergio Tisselli.
- Guerre di frontiera: testi di Angelo Nencetti, disegni di Sergio Tisselli e Renzo Calegari.
- Le chemin du couchant: testi di François Corteggiani, disegni di Sergio Tisselli.
- Lampi sul West: serie di tavole a tiratura limitata illustrate da Sergio Tisselli.